# Sphecozone crassa
Sphecozone crassa är en spindelart som först beskrevs av Alfred Frank Millidge 1991.  Sphecozone crassa ingår i släktet Sphecozone och familjen täckvävarspindlar. Inga underarter finns listade i Catalogue of Life.